# Jan Gulliksen
Jan ”Gulan” Gulliksen, född 7 maj 1965 i Finspång, är en svensk professor i Människa–datorinteraktion på Kungliga tekniska högskolan. Sedan 2011 är han också dekanus för Skolan för datavetenskap och kommunikation på KTH.
I juni 2012 utsågs Jan Gulliksen till ordförande i den digitaliseringskommission som it-minister Anna-Karin Hatt tillsatt. I september 2012 erhöll han även titeln "Sveriges Digitala champion" från Sveriges regering.
Jan Gulliksen har verkat som forskare vid Uppsala universitet. Han tillträdde professur på KTH 2009. Den forskning han främst har ägnat sig åt är att titta på hur arbetsmiljön påverkas av digitaliseringen och att förbättra den genom att lägga mer fokus på design och användbarhet. Han har skrivit två böcker och en mångfald vetenskapliga artiklar.  Gulliksen är en av ledamöterna av regeringens digitaliseringsråd.